# Bicicleta 29

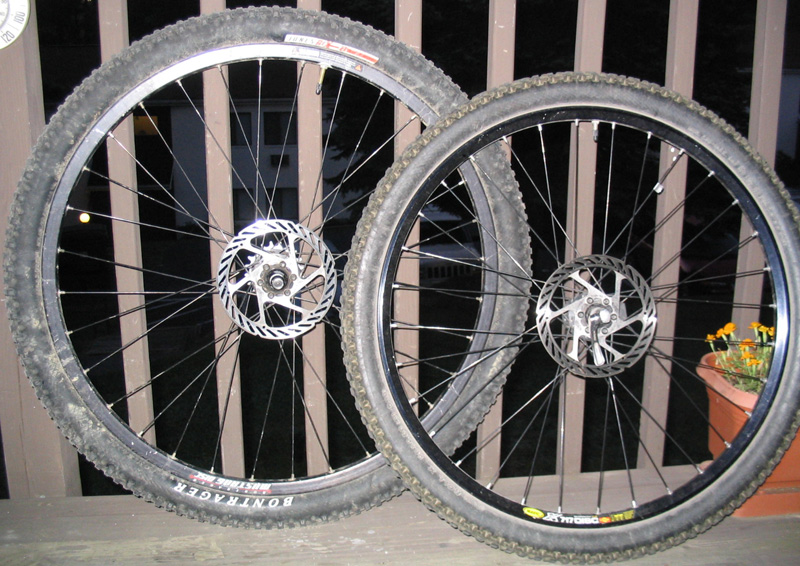
Comparación de ruedas de MTB, de 29 y 26 pulgadas.

Bicicleta 29 o Two-niner es una bicicleta de montaña que utiliza ruedas de 29 pulgadas. La designación de 29 pulgadas se debe al uso de llantas ISO 622 mm (~24.5 pulgadas) (700C) y neumáticos tipo balón 57-622 (29 x 2.25) por la cual suman un diámetro total exacto de 29 pulgadas. Sin embargo, la designación e 29 pulgadas es más teórico que práctico ya que existen diferentes anchos de neumáticos para montaña que se aplica a la llanta, y que no necesariamente suman un diámetro de 29 pulgadas, por la cual es usado como un término de mercadeo.
Las BTT o MTB fueron creadas a finales de 1970 y principios de 1980 utilizando ruedas y neumáticos de 26 pulgadas. A principios de los años 90, gracias a las nuevas tecnologías de materiales, permitieron crear la primera bicicleta con neumáticos de 700C pero tipo balón propio de cubiertas de ciclismo de montaña.